# Takuya Yasui
Takuya Yasui (født 21. november 1998) er en japansk fodboldspiller, som spiller for den japanske fodboldklub Vissel Kobe.